# ألبرت ماندلر
أبراهام ألبرت ماندلر (بالعبرية: אברהם מנדלר)، ولد 3 مايو 1929 في لينتس، النمسا وقتل في 13 أكتوبر 1973، في سيناء. كان لواءً إسرائيلياً. في حرب 67، كان برتبة عقيد يقود اللواء الثامن المدرع. دفع هذا اللواء «عناصر من قوة الشاذلي والفرقة السادسة المصرية مباشرة إلى كمين نصبه أرئيل شارون» في نخل في 8 يونيو 1967.
```
خلال 
حرب أكتوبر
، كان اللواء ماندلر قائد القوات المدرعة للجيش الإسرائيلي في سيناء. وقُتل في 
13 أكتوبر
 
1973
[
2
]
 بنيران المدفعية المصرية
[
3
]
 بعد أن اعترضت وحدات 
الحرب الإلكترونية
 المصرية صوته وتعرفت عليه بواسطة أجهزة 
استخبارات الإشارات
 (COMINT) التكتيكية، التي نقلت على الفور موقعه إلى أقرب 
بطارية مدفعية
 تابعة 
للجيش الثاني
.
[
بحاجة لمصدر
]
```